# Gabriel Cara González
Gabriel Cara González (Roquetas de Mar, provincia de Almería, 1931-3 de enero de 2019), fue un historiador español. 

## Biografía
Gabriel Cara nació en Roquetas de Mar en 1931. Terminó sus estudios en la Universidad de Almería (Aula de mayores) en 2003. Publicó diversas obras sobre la historia de su provincia natal (algunas contienen biografías de distintos personajes ilustres), al igual que de la del municipio de Félix. 
Fue fundador y conservador del Museo Etnográfico e Histórico en Roquetas de Mar, mismo que lleva su nombre. Dicho museo fue creado con el objetivo de investigar y difundir la historia de este municipio almeriense a través de estudios genealógicos, preservación de fuentes documentales y tesoros arqueológicos (especialmente los procedentes de Turaniana) así como la digitalización de documentos históricos. 
Falleció el 3 de enero de 2019, a los 88 años de edad, a causa de una neumonía.

## Obra
- “Desarrollo y eficacia de las torres y castillos en la costa de Roquetas de Mar, Almería, a partir del siglo XVI”, 1999[2]
- “Vida y obra de D. Miguel Ruiz de Villanueva en su pueblo natal de Roquetas”, 2003
- “Roquetas de Mar, 400 años de historia”, 2004
- “Roquetas de Mar, 1875-1935 “Historia Viva””, 2 volúmenes (biografías), con Ignacio Giménez Carrasco, 2004 y 2006
- “Historia de Felix”, por fascículos
- Colaboraciones en la revista “Mayores” del centro de día de la tercera edad de Roquetas de Mar
- Colaboraciones en la revista “Farua” del Centro Virgitano de Estudios Históricos